# 達里駅
達里駅（タルリえき）は、かつて蔚山広域市南区に存在した東海南部線および蔚山線の鉄道駅である。

## 歴史
- 1945年2月1日 : 営業開始。
- 1992年 8月20日 : 蔚山市内の線路移設に伴い廃駅。